# Bentley (cão)
Bentley (nasc. no Reino Unido, em 2006) é um cão da raça border collie que ganhou notoriedade por ser muito medroso, chegando a ganhar a alcunha de O cão mais medroso do Reino Unido.
O pânico de Bentley é de tal ordem, que ele se esconde atrás do sofá quando é deixado sozinho, tem pavor de gato (só de ouvir o miado de um gato na televisão, Bentley corre para trás do sofá) e não sai para passear de noite, pois tem medo do escuro. Para não roer as unhas, ele tem que usar luvas especiais nas patinhas. Seus donos já não sabiam o que fazer e entregaram-no à associação "Dogs Trust", que cuida do bichinho atualmente.
Bentley foi diagnosticado com monofobia, ou medo de ficar sozinho, depois que seu primeiro dono morreu em outubro de 2009. Uma de suas cuidadoras, Helen Barlow, assim definiu o problema do cãozinho: